# Mullsjö
Mullsjö è una città della Svezia, capoluogo del comune omonimo, nella contea di Jönköping. Ha una popolazione di 5.452 abitanti (2010).